# HMS Arethusa (1934)
HMS Arethusa – brytyjski krążownik lekki okresu międzywojennego i II wojny światowej, główny okręt typu Arethusa, siódmy okręt o tej nazwie. Służył w latach 1935-1949, przede wszystkim odznaczył się podczas działań wojennych na Morzu Śródziemnym.

## Budowa
Krążownik lekki „Arethusa”, noszący tradycyjne w marynarce brytyjskiej Royal Navy imię nimfy z mitologii greckiej (Aretuza), był pierwszym okrętem typu niewielkich lekkich krążowników, składającego się z czterech jednostek, nazwanych od niego typem Arethusa. Były one zaprojektowane jako relatywnie słabsze lekkie krążowniki, przewidywane głównie do walki z niszczycielami i wsparcia własnych niszczycieli. Okręt zamówiono 1 września 1932, w ramach programu z 1931 roku. Budowę rozpoczęto w stoczni Chatham Dockyard w Chatham w Wielkiej Brytanii 25 stycznia 1933, zwodowano go 6 marca 1934, a okręt wszedł do służby 23 maja 1935. Budowa kosztowała 1.280.463 funtów szt. Początkowo okręt miał średnią artylerię przeciwlotniczą składającą się z 4 pojedynczych dział kalibru 102 mm Mk V, dopiero w kwietniu 1942 wymienioną na 4 podwójne stanowiska Mk XIX, wzorem pozostałych okrętów typu.

## Służba

### Przed wojną
Po wejściu do służby „Arethusa” służyła od lipca 1935 na Morzu Śródziemnym jako okręt flagowy 3. Eskadry Krążowników (3rd Cruiser Squadron), zastępując w tej roli HMS „Delhi”, stacjonując głównie na Malcie. Po wybuchu wojny domowej w Hiszpanii w 1936 patrolowała w zachodniej części Morza Śródziemnego. 14-15 maja odholowała uszkodzony na minie niszczyciel HMS „Hunter” z Almerii do Gibraltaru. We wrześniu-październiku 1937 okręt był remontowany w Chatham w Anglii, po czym w listopadzie powrócił na Morze Śródziemne.

### Początek wojny 1939–1940
Po wybuchu II wojny światowej, okręt początkowo patrolował na Morzu Śródziemnym. 19 listopada 1939 zatrzymał i odprowadził na Maltę neutralny węgierski motorowiec Duna, gdzie po zarekwirowaniu ładunku statek wypuszczono. a w styczniu 1940 powrócił do metropolii, wchodząc wraz z pozostałymi trzema okrętami tego typu w skład 2. Eskadry Krążowników Floty Metropolii (2nd Cruiser Squadron Home Fleet) w Scapa Flow, działającej na Morzu Północnym. W połowie lutym 1940 „Arethusa” z dywizjonem niszczycieli (HMS „Cossack”, „Nubian”, „Sikh”, „Intrepid”, „Ivanhoe”)
poszukiwała niemieckiego statku zaopatrzeniowego rajderów „Altmark”, co zakończyło się jego abordażem przez „Cossacka”.
Tuż przed rozpoczęciem kampanii norweskiej, 7-8 kwietnia „Arethusa” patrolowała w rejonie Stavanger z krążownikiem „Galatea”, niszczycielami „Afridi”, „Gurkha”, „Sikh”, „Mohawk”, „Zulu”, „Cossack”, „Kelvin”, „Kashmir” i polskimi OORP „Grom”, „Błyskawica” i „Burza”, lecz bez kontaktu z nieprzyjacielem. 9 kwietnia siły te dołączyły na Morzu Północnym do sił głównych adm. Forbesa.
Po rozpoczęciu kampanii norweskiej „Arethusa” z innymi okrętami (w tym bliźniaczą HMS „Galateą”) transportowała 18 kwietnia wojska do Molde w Norwegii, a 22 kwietnia personel lotniczy do Åndalsnes, a następnie 1 maja ewakuowała stamtąd wojska alianckie. Po podporządkowaniu brytyjskiemu Dowództwu Nore, 11 maja 1940 „Arethusa” osłaniała 2 statki przewożące do Anglii zapasy złota holenderskiego. Podczas kampanii francuskiej, 26 maja okręt wspierał z „Galateą” i niszczycielami ogniem artylerii wojska w rejonie Calais, a następnie 21 czerwca ewakuował 221 żołnierzy i innych pasażerów, m.in. Prezydenta RP z małżonką z francuskiego Le Verdon do Anglii.

### Morze Śródziemne i północny Atlantyk 1940–1941
Po upadku Francji „Arethusa” weszła 28 czerwca 1940 w skład nowo sformowanego brytyjskiego Zespołu „H” (Force H) wiceadmirała Jamesa Somerville'a, działającego na zachodnim Morzu Śródziemnym, bazującego w Gibraltarze (razem z okrętami liniowymi HMS „Hood”, „Valiant”, „Resolution”, lotniskowcem HMS „Ark Royal”, krążownikiem HMS „Enterprise” i 11 niszczycielami). „Arethusa” wzięła udział w operacji Catapult przeciwko flocie francuskiej w Mers el-Kebir 3 lipca, aczkolwiek nie uczestniczyła bezpośrednio w walce. Zespół „H” z „Arethusą” między innymi przeprowadził 31 lipca 1940 operację Hurry dostarczenia myśliwców z lotniskowca HMS „Argus” na Maltę. Od 17 sierpnia do 30 września „Arethusa” przeszła krótki remont w Anglii (Chatham), podczas którego m.in. usunięto wyposażenie lotnicze.
Po remoncie „Arethusa” powróciła w skład 2. Eskadry Krążowników Floty Metropolii, m.in. patrolując i eskortując konwoje na Morzu Północnym i Atlantyku oraz operacje stawiania min. 27 października 1940 miała jednak kolizję z parowcem w osłonie konwoju EN-12, po której była remontowana do 26 listopada. Od 22 maja 1941 „Arethusa” patrolowała wody między Islandią a Wyspami Owczymi (z krążownikami HMS „Manchester” i „Birmingham”) w operacji poszukiwania niemieckiego pancernika „Bismarck”, jednakże niemiecki zespół przeszedł inną trasą.
W lipcu 1941 „Arethusa” w składzie zespołu „X” uczestniczyła w silnym zespole eskortującym konwój 7 statków z wojskiem i sprzętem z Wielkiej Brytanii na Maltę (operacja Substance). Po opuszczeniu Gibraltaru 21 lipca 1941, konwój stał się obiektem ataków lotnictwa i włoskich kutrów torpedowych. Mimo pewnych strat (zatopiono niszczyciel i transportowiec, kilka okrętów uszkodzono), zespół po osiągnięciu Malty, powrócił do Gibraltaru 27 lipca. 31 lipca „Arethusa”, krążownik HMS „Hermione”, szybki stawiacz min HMS „Manxman” i niszczyciele HMS „Sikh” i „Lightning”, ponownie wyruszyły na Maltę, transportując tam żołnierzy i personel lotniczy, którzy nie dotarli tam podczas poprzedniej operacji z powodu zawrócenia uszkodzonych jednostek do Gibraltaru (operacja Style). Operacja powiodła się bez strat i po osiągnięciu Malty 2 sierpnia, zespół powrócił do Gibraltaru 4 sierpnia, po czym „Arethusa” powróciła do Anglii. We wrześniu-październiku przechodziła remont.

### Morze Północne i rajd na Lofoty 1941
"Arethusa” jako okręt flagowy Zespołu „Z” kadm. L. Hamiltona wzięła następnie udział w rajdzie na norweskie Lofoty (operacji Anklet). Oprócz niej, w skład zespołu wchodziło 7 niszczycieli (w tym polskie OORP „Kujawiak” i „Krakowiak”) oraz mniejsze okręty. 26 grudnia 1941 na brzeg wysadzono komandosów, jednakże na skutek kontrakcji niemieckiego lotnictwa, „Arethusa” odniosła uszkodzenia od bliskich wybuchów bomb i zespół zmuszony został do powrotu do Scapa Flow.
Od 6 lutego do 9 kwietnia 1942 krążownik był w remoncie, podczas którego wzmocniono artylerię przeciwlotniczą, instalując 4 podwójne stanowiska Mk XIX dział uniwersalnych 102 mm zamiast 4 pojedynczych.

### Morze Śródziemne 1942
Po remoncie „Arethusa” została skierowana na wschodnie Morze Śródziemne – drogą wokół Afryki i przez Kanał Sueski do Aleksandrii (9 czerwca 1942), gdzie weszła w skład 15. Eskadry Krążowników Floty Śródziemnomorskiej kontradmirała Philipa Viana. Uczestniczyła w osłonie nieudanej operacji Vigorous – konwoju na Maltę, który ostatecznie zawrócił 14 czerwca ze sporymi stratami do bazy, odpierając liczne ataki lotnictwa, okrętów podwodnych i kutrów torpedowych. „Arethusa” została jedynie lekko uszkodzona odłamkami bomb.
20 lipca wraz z krążownikiem HMS „Dido” ostrzeliwała Mersa Matruh. W nocy na 13 sierpnia krążowniki HMS „Arethusa” i „Cleopatra” oraz 4 niszczyciele ostrzelały wyspę Rodos, w ramach działań odwracających uwagę od dużego konwoju na Maltę (operacji Pedestal). 18 listopada 1942 „Arethusa” z dwoma krążownikami przeciwlotniczymi i jednym lekkim z 15. eskadry („Cleopatra”, „Dido”, „Orion”) i 10 niszczycielami, osłaniała konwój 4 statków na Maltę – operacja Stoneage. Konwój był atakowany przez lotnictwo i ok. godziny 18.05, na północ od Derny, „Arethusa” została storpedowana przez prawdopodobnie włoski samolot torpedowy, otrzymując trafienie w lewą burtę w okolicy drugiej wieży dziobowej. Pomimo pożaru i przechyłu, „Arethusa” utrzymała się na wodzie i częściowo dopłynęła, a częściowo została doholowana (rufą naprzód, w celu zmniejszenia naporu wody) przez niszczyciel HMS „Petard”, do Aleksandrii, gdzie dotarła 21 listopada. Zginął przy tym 1 oficer i 155 marynarzy, rannych zostało 43 członków załogi. Uszkodzenie „Arethusy” było ostatnią stratą brytyjskiej marynarki w obronie Malty. Okręt był prowizorycznie naprawiony w Aleksandrii w styczniu 1943, a następnie od lutego do 15 grudnia 1943 remontowany w stoczni Charlestown Navy Yard w Bostonie w USA. Przy tym wzmocniono i ulepszono jego lekkie uzbrojenie przeciwlotnicze.

### Inwazja w Normandii i Morze Śródziemne 1944–1945
W styczniu 1944 „Arethusa” powróciła do Anglii i po dalszych robotach wykończeniowych osiągnęła gotowość w kwietniu 1944. Następnie wzięła udział w operacji lądowania wojsk alianckich w Normandii, w składzie zespołu wsparcia ogniowego „D” kadm. W. Pattersona, wspierającego lądowanie w rejonie Lion-sur-Mer na odcinku „Sword” (w jego skład wchodziły też pancerniki HMS „Warspite” i „Ramillies”, monitor HMS „Roberts”, krążowniki: HMS „Mauritius”, „Frobisher”, polski ORP „Dragon” oraz HMS „Danae” – przyszły polski ORP „Conrad” i 13 niszczycieli). 6 czerwca 1944 o świcie okręty te rozpoczęły ostrzał francuskiego wybrzeża, celem „Arethusy” była przede wszystkim bateria nadbrzeżna 150 mm w Merville. Wspierała ona też m.in. 6. Dywizję Powietrznodesantową. 16 czerwca na pokładzie „Arethusy” wizytę z Portsmouth do rejonu lądowania i z powrotem odbył król brytyjski Jerzy VI.
24 i 25 czerwca 1944 krążownik został uszkodzony bliskimi wybuchami bomb lotniczych, następnie znajdował się w remoncie. W styczniu 1945 ponownie został skierowany na wschodnie Morze Śródziemne, w skład 15. eskadry krążowników. Eskadra zajmowała się m.in. dostarczaniem zaopatrzenia i sprzętu wojennego do Grecji, gdzie brytyjskie i greckie rządowe wojska walczyły z lewicową partyzantką ELAS. Po wojnie, w listopadzie 1945 „Arethusa” została wycofana do rezerwy w Wielkiej Brytanii. W styczniu 1948 została wycofana ze służby. Rozpatrywano sprzedaż do Norwegii, lecz ostatecznie okręt został sprzedany na złom i złomowany w Newport w Walii, gdzie przybył 9 września 1950.
Za służbę okręt otrzymał trzy wyróżnienia bojowe (battle honours): za Norwegię 1940-41, konwoje maltańskie 1941-42 i Normandię 1944.

## Modernizacje
- sierpień-wrzesień 1940
  - usunięto katapultę i wodnosamolot, dodano dwa poczwórnie sprzężone stanowiska działek plot 40 mm Vickers Mk VII „pom-pom"
- przełom 1940/41
  - zamontowano radar typu 286.
- pierwsza połowa 1941
  - dodano dwie wyrzutnie niekierowanych pocisków rakietowych przeciwlotniczych UP
- wrzesień-październik 1941
  - dodano 6 pojedynczych działek plot 20 mm Oerlikon, zdemontowano nieefektywne wyrzutnie pocisków UP i poczwórne wkm-y 12,7 mm, zamontowano radary typu 281 (zamiast 286) i typu 284.
- 6 lutego – 9 kwietnia 1942
  - 4 pojedyncze działa przeciwlotnicze 102 mm Mk V zamieniono na 4 podwójne stanowiska Mk XIX dział uniwersalnych 102 mm Mk XVI, zamontowano radary typu 285 (kierowania ogniem) i 273, zdemontowano główny dalmierz, zmieniono pozycje działek 20 mm
- październik 1942
  - dodano trzy pojedyncze działka plot 20 mm
- luty 1943 – kwiecień 1944
  - zamontowano dwa poczwórnie sprzężone amerykańskie działka plot Bofors 40 mm zamiast działek 40 mm „pom-pom”, pojedyncze działka 20 mm zamieniono na 4 podwójne stanowiska, zamontowano radary typów 282 (kierowania ogniem), 283 (kierowania ogniem) i 272 (zamiast 273).

## Dane techniczne
- zapas paliwa: 1327 t. mazutu

Uzbrojenie i wyposażenie:
- 6 dział 152 mm Mk XXIII w wieżach dwudziałowych Mk XXI (3xII).
  - długość lufy L/50 kalibrów (7620 mm), donośność maksymalna 23.300 m, kąt podniesienia 60°, masa pocisku 50,8 kg, zapas amunicji – 200 na działo.
- 8 uniwersalnych dział przeciwlotniczych 102 mm Mk XVI w stanowiskach dwudziałowych Mk XIX (4xII) (początkowo 4 działa Mk V - 4xI)
- 8 dział przeciwlotniczych 40 mm Vickers Mk VIII w poczwórnych stanowiskach Mk VII (2xIV – od 1940–1941; od 1944 - 8 dział Bofors 40 mm)
- 5-9 działek przeciwlotniczych 20 mm Oerlikon (od 1941, liczba zwiększana podczas wojny)
- 8 wkm 12,7 mm plot (2xIV, do 1940-41)
- 6 wyrzutni torpedowych 533 mm TR Mk IV dla torped Mk IX (2xIII)
- 1 wodnosamolot Fairey Seafox, katapulta (do 1940)

Opancerzenie:
- pas burtowy: 57 mm
- pokład pancerny: 25,4 mm
- przednia i tylna gródź cytadeli pancernej: 25,4 mm
- komory amunicyjne: 76–51 mm i 25,4 mm
- wieże: 25,4 mm
- barbety: 19 mm
- masa: 618 t